# 神志那結衣
神志那结衣（日语：／ Kōjina Yui */?，1998年1月24日—）是日本女藝人，為女子偶像團體HKT48 Team H前成員，福岡縣出身，所屬經紀公司為For you。2012年以HKT48二期生身分出道。2022年9月4日自HKT48畢業，以演員為活動重心。

## 經歴
2012年6月23日，於HKT48二期生徵選中合格。9月23日，在HKT48劇場首次公開亮相，演唱《想見你》一曲。10月1日，出演HKT48研究生「Party開始了」公演，於劇場公演出道。
2014年1月11日，於大分縣iichiko剧场“HKT48九州7县巡演～和可爱的孩子们一起旅行～”的第一天夜公演中，宣布升格到Team H。9月24日發行的HKT48第4張單曲《有所保留的我愛你！》中首次進入選拔。
2015年6月6日，於「AKB48第41張單曲選拔總選舉」中，獲得18,085票，得到第46名，成為Next Girls的一員，同時是首次進入圈內。
2016年3月，從高中畢業
。6月18日，於「AKB48第45張單曲選拔總選舉」中，獲得19,377票，得到第53名，成為Future Girls的一員。
2018年1月8日，參加了在神田明神舉行的AKB48 Group 2018年成人式。
2022年6月20日，於Team H「RESET」公演中宣布畢業。8月28日，在HKT48劇場舉行畢業公演。9月4日，出席在HKT48劇場舉辦的HKT48第13張單曲《3-2》、第14張單曲《想和你一起去某個地方》、第15張單曲《沙灘涼鞋為何不見了?》劇場盤發行紀念「會場聊天會」代替活動，正式從HKT48畢業。10月1日，加入經紀公司「For you」，並以演員繼續演藝活動。
2025年7月1日，宣布將於9月30日離開經紀公司，並關閉官方粉絲俱樂部。

## 人物
- 参加HKT48徵選的契机：“从小就非常喜欢偶像，而且在报名截止的最后一天，电视上看到一期生在宣传徵選，我就在截止前1分钟把申请寄出去了！”[22]。
- 拥有八分之一的美國血统[23]。

## 參與歌曲
- 標註「★」符號者表示該首歌曲有拍攝MV。

### 單曲
HKT48
|      | 發行日期       | 單曲名稱               | 參與歌曲名稱           | 名義             | 收錄於 | MV | 備註                     |
| ---- | -------------- | ---------------------- | ---------------------- | ---------------- | ------ | -- | ------------------------ |
| 1st  | 2013年3月20日  | 喜歡！喜歡！小跳步！   | 說說漂亮話不也很好嗎？ |                  | 劇場盤 |    | 出道作品                 |
| 2nd  | 2013年9月4日   | 哈密瓜汁               | 天文部的事情           |                  | 劇場盤 |    |                          |
| 3rd  | 2014年3月12日  | 櫻花，大家一起來品嚐   | 已讀無視               | Team H           | Type-A | ★  |                          |
| 4th  | 2014年9月24日  | 有所保留的我愛你！     | 有所保留的我愛你！     |                  | 全版本 | ★  | A面曲 初次进入选拔       |
| 4th  | 2014年9月24日  | 有所保留的我愛你！     | 現在 正想著你          |                  | 全版本 |    |                          |
| 4th  | 2014年9月24日  | 有所保留的我愛你！     | 偶像的王者             | Team H           | Type-A | ★  |                          |
| 4th  | 2014年9月24日  | 有所保留的我愛你！     | 我是藍莓派             | 藍莓派           | 劇場盤 |    |                          |
| 5th  | 2015年4月22日  | 12秒                   | 12秒                   |                  | 全版本 | ★  | A面曲                    |
| 5th  | 2015年4月22日  | 12秒                   | 人生就是搖滾           |                  | 全版本 |    |                          |
| 5th  | 2015年4月22日  | 12秒                   | 變色龍女高中生         | Team H           | Type-A | ★  |                          |
| 5th  | 2015年4月22日  | 12秒                   | 擁抱雙馬尾             | 藍莓派           | 劇場盤 |    | 與栗原紗英共同擔任Center |
| 6th  | 2015年11月25日 | 吵死了！               | 吵死了！               |                  | 全版本 | ★  | A面曲                    |
| 6th  | 2015年11月25日 | 吵死了！               | 黃昏的二人車           |                  | 全版本 |    |                          |
| 6th  | 2015年11月25日 | 吵死了！               | Buddy                  | Team H           | Type-A | ★  | Center                   |
| 7th  | 2016年4月13日  | 給74億分之1的你        | 給74億分之1的你        |                  | 全版本 | ★  | A面曲                    |
| 7th  | 2016年4月13日  | 給74億分之1的你        | Chain of love          |                  | 全版本 |    |                          |
| 8th  | 2016年9月7日   | 最棒了唷               | 最棒了唷               |                  | 全版本 | ★  | A面曲                    |
| 8th  | 2016年9月7日   | 最棒了唷               | 把夜空的月亮吞下       | Team H           | Type-B | ★  | Center                   |
| 9th  | 2017年2月15日  | BUG也無妨              | 不可避免的情人         |                  | 全版本 | ★  |                          |
| 9th  | 2017年2月15日  | BUG也無妨              | HKT48家族              |                  | 劇場盤 |    |                          |
| 10th | 2017年8月2日   | 接吻真的只能慢慢來嗎？ | 旁邊的他看起來很酷     | 白金女孩         | Type-A | ★  |                          |
| 10th | 2017年8月2日   | 接吻真的只能慢慢來嗎？ | 戀愛的Ribbon！         | 村重選拔         | Type-C | ★  |                          |
| 11th | 2018年5月2日   | 快進的日曆             | 想見你而變得厭惡       | 果然是御手洗團子 | Type-B | ★  |                          |
| 12th | 2019年4月10日  | 意志                   | 從誰開始握手           |                  | 全版本 |    |                          |
| 12th | 2019年4月10日  | 意志                   | 無論何時都在身旁       |                  | Type-A | ★  |                          |
| 12th | 2019年4月10日  | 意志                   | 大人列車會開到何處？   | 8%               | Type-B | ★  |                          |
| 13th | 2019年4月22日  | 3-2                    | 3-2                    |                  | 全版本 | ★  | A面曲                    |
| 13th | 2019年4月22日  | 3-2                    | Kiss的花瓣             | Chou             | Type-A | ★  |                          |
| 13th | 2019年4月22日  | 3-2                    | 青春的出口             |                  | 劇場盤 |    |                          |
| 14th | 2021年5月12日  | 想和你一起去某個地方   | 想和你一起去某個地方   | 燕選拔           | 全版本 | ★  | A面曲                    |
| 15th | 2022年6月22日  | 沙灘涼鞋為何不見了?    | 向日葵的水彩畫         |                  | Type-A |    |                          |

AKB48
|      | 發行日期       | 單曲名稱           | 參與歌曲名稱       | 名義         | 收錄於    | MV | 備註 |
| ---- | -------------- | ------------------ | ------------------ | ------------ | --------- | -- | ---- |
| 38th | 2014年11月26日 | 希望無限           | Ambulance          | 百合組       | Type-B    | ★  |      |
| 41st | 2015年8月26日  | Halloween Night    | 水中傳導率         | Next Girls   | Type-C、D | ★  |      |
| 42nd | 2015年12月19日 | 紅唇Be My Baby     | 班花的選擇         | 玲奈七選拔   | Type-B    | ★  |      |
| 43rd | 2016年3月9日   | 你就是旋律         | Make noise         | HKT48        | Type-C    | ★  |      |
| 45th | 2016年8月31日  | LOVE TRIP/分享幸福 | 從看得見岸上的海邊 | Future Girls | Type-C    | ★  |      |
| 47th | 2017年3月15日  | Shoot Sign         | 轉不停的摩天輪     | HKT48        | Type-C    | ★  |      |
| 48th | 2017年5月31日  | 空有願望           | 當時的五百圓硬幣   | HKT48        | Type-C    | ★  |      |
| 51st | 2018年3月14日  | Ja-Ba-Ja           | 直到倒下為止       | HKT48        | Type-C    | ★  |      |

### 專輯
HKT48
|     | 發行日期       | 專輯名稱    | 參與歌曲名稱      | 名義 | 收錄於 | 備註   |
| --- | -------------- | ----------- | ----------------- | ---- | ------ | ------ |
| 1st | 2017年12月27日 | 092         | 我們的Stand By Me |      | Type-B |        |
| 2nd | 2021年12月5日  | Outstanding | 突然 Do love me!  |      | 全版本 | 主打曲 |
| 2nd | 2021年12月5日  | Outstanding | 完全 不會改變     |      | Type-C |        |

## 演出

### 電視劇
- 馬路須加學園0 木更津亂鬥篇（2015年11月28日，日本电视台、Hulu）：飾演 自戀（ナルシ）[24][25]
- AKBLove夜 戀愛工場（日语：AKBラブナイト 恋工場） 第6集「密室LOVE」（2016年5月5日，朝日電視台）：飾演 乃愛（單篇主演）[26]
- 陪酒須加學園（2016年10月30日－2017年1月15日，日本電視台）：飾演 鏡子／沙鮻[27]
- Medium Diver（2021年10月3日，埼玉電視台）：飾演 竹松梓[28][29]

### 舞台劇
- HKT48指原莉乃座長公演（2015年8月15日－31日，博多座）：飾演 石田三成[30]
- 玲奈七劇團「羅密歐與茱麗葉」（2018年5月9日－13日，東京AiiA劇場）：飾演 羅密歐（主演）[31]
- 魔法老師〜小朋友老師修行中〜（2018年7月12日－16日，東京AiiA劇場）：飾演 雪廣綾香[32]
- 馬路無理學園（2018年10月19日－28日，日本青年館表演廳）：飾演 櫻木百果[33]
- 聽見雨聲（2020年4月27日）[34]
- 「HKT48劇團開始公演了。」劇團ゴリラ組「不情願解鎖」（2021年2月20日－28日，線上劇場「ZA」）：飾演 暮井周[35]
- 懦弱的維納斯（2022年10月6日－10日，「劇」小劇場）：飾演 鳴海ゆか[36]
- 舞台「再會吧！青春小鳥」（2022年12月10日－16日，龜有Lirio Hall）：飾演 松山晴子[37][38]
- 「活出真實的自己。現在」再會活動（2023年2月11日，歌舞伎町Sparkle）[39]
- 女孩的故事（2023年3月4日－5日，大阪：ABC Hall／3月15日－19日，東京：CBGKシブゲキ!!）[40]
- 貓與狗的約定之燈〜2023篇〜（2023年4月12日－16日，全勞濟會館（日语：スペース・ゼロ））：飾演 大道寺愛美[41]
- 麗和落語～2023夏之陣～東京公演（2023年7月13日－17日，武藏野藝能劇場 小劇場）[42]
- 宇宙家族山田〜Super saiyA的逆襲〜（2023年5月31日－6月4日，全勞濟會館）：飾演 Natsuki醬（女主角）[43]
- 詛咒之屋（2023年8月26日－9月3日，東京：日光劇場／9月16日－17日，福岡：運河城劇場／9月21日－24日，大阪：Sankei Hall Breeze）：飾演 卜部烈子[44]
- 繪畫艷舞秀〜天使曾在的地方〜（2024年2月28日－3月3日，六行會Hall）：飾演 Monroe公主[45]
- 活出真實的自己。現在（2024年4月5日－7日，大阪：ABC Hall／4月11日－13日，福岡：北九州藝術劇場／4月25日－5月2日埼玉：彩之國埼玉藝術劇場）：飾演 芳賀どれみ[46]
- THE GUARDIAN（2024年7月18日－21日，すみだパークシアター倉）
- 劇團TEAM-ODAC 第44回本公演 「ぶっ壊したい世界」（2024年10月2日－6日，俳優座劇場）
- 演劇ドラマ「ガクヤ」（2024年12月14日，東池袋Atelier Fanfare／2025年1月18日，福岡市美術館 博物館大廳）
- ～女子大學小路的名偵探新章～舞台「死亡，滾落在正中央」（2025年3月15日－23日，博品館劇場）[47]

### 電影
- 將回憶寄託在情歌中（2021年）：飾演 小野寺栞（主演）[48]
- Starting Over（2023年12月15日）：飾演 満ちる[49]
- 6人ぼっち（2025年5月2日，Giggly Box）：飾演 奈美

### 網絡劇
- 活出真實的自己。現在（2021年5月25日）：飾演 佐藤しおり（主演）[50]
- 離婚後、名監督へと舞い戻った私（2025年1月13日－2月12日，Short Max）：飾演 瀨海祈愛（主演）

### 電視動畫
- 大人的防具店II（2021年2月12日，TOKYO MX）：聲演 莫庫庫莎[51]

## 書籍

### 數碼寫真集
- （2023年6月5日，週刊Playboy）[52][53]
- （2024年4月25日，週刊Young Jump）[54]